# Lill-Öratjärnen, Hälsingland
Lill-Öratjärnen är en sjö i Härjedalens kommun i Hälsingland och ingår i Ljusnans huvudavrinningsområde.